# Banboku Ōno
Pour les articles homonymes, voir Ono.
Banboku Ōno (大野 伴睦, Ōno Banboku), né le 20 septembre 1890 dans la préfecture de Gifu et mort le 29 mai 1964 à Tokyo, est un homme politique japonais. Représentant du Japon pour la préfecture de Gifu de 1930 à 1942 et de 1946 à 1964, il devient un puissant chef de faction du Parti libéral dans l'après-guerre, préside la Chambre des représentants de 1952 à 1953 et joue un rôle majeur dans la fondation, en 1955, du Parti libéral-démocrate (PLD), dont il assume la vice-présidence de 1957 à sa mort.

## Jeunesse et débuts
Banboku Ōno est né à Miyama, dans le district de Yamagata, dans la préfecture de Gifu, le 20 septembre 1890. Il entame des études de droit à l'université Meiji mais en est expulsé après avoir été arrêté pour sa participation aux émeutes de la crise politique Taishō en février 1913,. Il rejoint peu après le groupe de pression extraparlementaire (院外団, ingaidan) de l'Association des amis du gouvernement constitutionnel, ou Rikken Seiyūkai, à l'invitation de son secrétaire général Tsuneemon Murano (ja). L'ingaidan est alors l'organisation chargée des activités informelles du parti telles que la collecte d'informations, la distribution de pots-de-vin ou les actions violentes. Le travail et le mode de vie des membres de l'ingaidan plaisent à Ōno qui, à partir de là, monte peu à peu en grade au sein de la Seiyūkai. Son implication dans l'ingaidan, dont les frontières avec le monde criminel sont poreuses, l'amène à tisser des liens durables avec des chefs yakuza, qu'il continue de fréquenter jusqu'à la fin de sa carrière. 

## Parcours politique

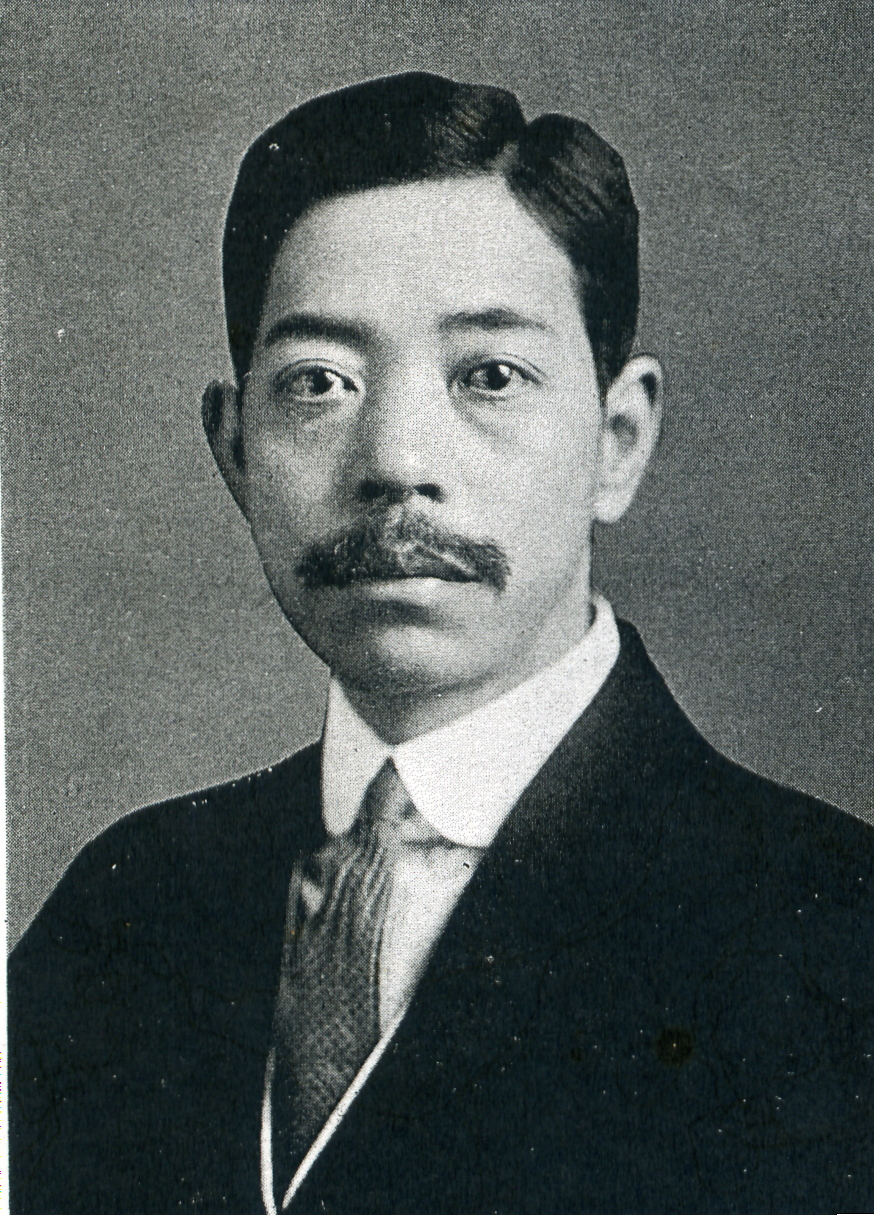
Ōno en 1932.

Ōno est élu membre de l'Assemblée municipale de Tokyo en 1922. Il reste neuf ans en fonction et prend notamment part à la délégation envoyée aux États-Unis pour remercier les Américains de leur soutien à la reconstruction de la capitale japonaise après le séisme du Kantō de 1923.
En 1930, Ōno est élu représentant du Japon dans la première circonscription de Gifu et, à la Diète, rejoint la faction d'Ichirō Hatoyama. Lors des élections législatives de 1942, comme il refuse de soutenir la politique du Premier ministre Hideki Tōjō, il est étiqueté « candidat non recommandé » par le gouvernement et perd son siège,.
Après la guerre, Ōno participe à la fondation du Parti libéral et, à l'issue des élections législatives de 1946, retrouve son siège à la Diète,. Après avoir été brièvement ministre délégué à l'Intérieur, il devient secrétaire général du Parti libéral en 1947. 
Cependant, en 1948, il est impliqué dans le scandale de corruption de la Shōwa Denkō et démissionne de son poste de secrétaire général. Après son acquittement au début des années 1950, il revient sur le devant de la scène et accède à la présidence de la Chambre des représentants en 1952. Il intègre ensuite le cinquième gouvernement de Shigeru Yoshida en 1953 en tant que Ministre d'État chargé du développement de Hokkaidō.

### Parti libéral-démocrate

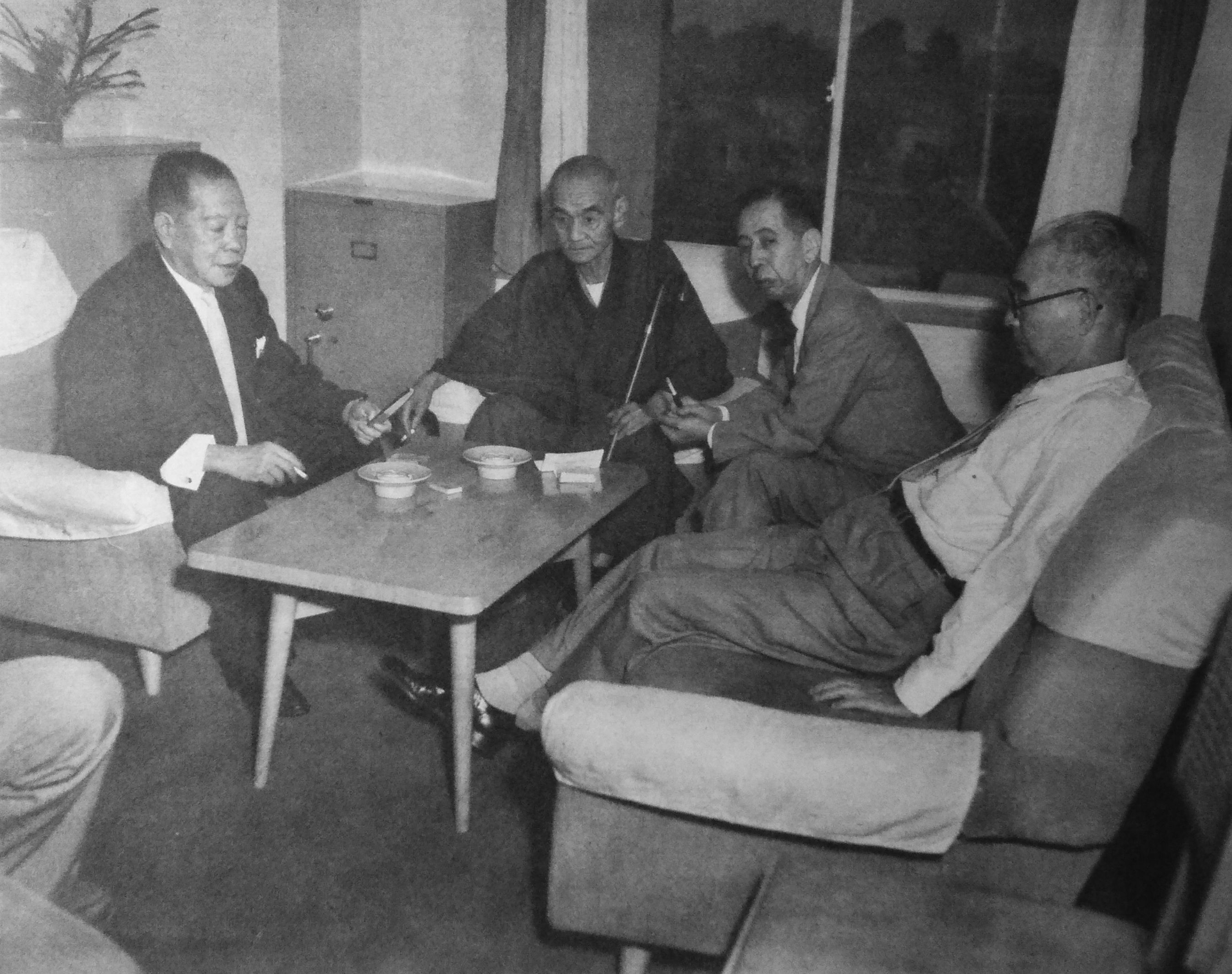
Ōno, Miki, Kishi et lors d'une réunion de juillet 1955 pour préparer la fusion de leurs partis.

En 1955, en tant que président du conseil exécutif du Parti libéral, Ōno joue un rôle majeur dans la création du Parti libéral-démocrate (PLD) par la fusion de son parti et du Parti démocrate (en), alors les deux principales formations conservatrices du Japon. En 1957, il forme sa propre faction, la Hakuseikai (白政会), avec une trentaine de parlementaires, et obtient le poste de vice-président du PLD.
En novembre 1958, le Premier ministre Nobusuke Kishi, confronté à une grève nationale, à des manifestations et à la vive opposition du Parti socialiste japonais (PSJ), est contraint d'abandonner une réforme de la police et voit sa position compromise. Pour s'assurer l'appui d'Ōno et de deux autres chefs de faction du PLD, Ichirō Kōno (en) et Eisaku Satō, Kishi conclut en secret un accord avec eux le 16 janvier 1959 : les trois hommes s'engagent à soutenir les plans de Kishi et ce dernier promet de laisser la place à Ōno à la fin de son prochain mandat ; Kōno doit ensuite succéder à Ōno, puis Satō à Kōno. Cependant, après qu'il a été contraint d'annoncer sa démission en juin 1960, Kishi revient sur sa parole et soutient la candidature de Hayato Ikeda au poste de président du PLD, et donc de Premier ministre, plutôt que celle d'Ōno. Kishi reproche notamment à ce dernier d'avoir tacitement soutenu Kōno lorsque celui-ci s'est ouvertement opposé à lui à l'occasion d'un remaniement ministériel en juin 1959 et considère que les termes de l'accord initial ne sont plus valides.
Le 14 juillet 1960, Kishi est victime d'une attaque au couteau alors qu'il se trouve à une réception pour célébrer l'élection d'Ikeda à la présidence du PLD. Taisuke Aramaki, l'agresseur, est un homme de 65 ans sans emploi et ancien membre de la Taikakai (大化会), un groupe nationaliste. Bien que Kishi ait reçu six coups de couteau et qu'il saigne abondamment, il survit à ses blessures. Le bruit court alors à la Diète qu'Ōno aurait ordonné l'attaque afin de se venger de Kishi. C'est ce que laisse notamment entendre un associé de ce dernier, Hanji Ogawa (ja), mais l'événement est peu commenté et, dans ses mémoires, Kishi dit ignorer la raison de l'attaque.

## Mort et postérité
Ōno meurt d'une crise cardiaque le 29 mai 1964 à l'hôpital de l'université Keiō à Tokyo. Après son décès, sa faction à la Diète se divise en deux groupes, l'Isshinkai (一新会) de Naka Funada (ja) et l'Ichiyōkai (一陽会) d'Isamu Murakami (ja).
Banboku Ōno est le père d'Akira Ōno (ja), qui a lui aussi été député et ministre et qui a épousé Tsuyako Ōno, ancienne conseillère du Japon,. Son petit-fils, Yasutada Ōno (ja), est également membre de la Chambre des conseillers depuis 2013.